# باشگاه فوتبال یوکوهاما فلگلز
باشگاه فوتبال یوکوهاما فلگلز (انگلیسی: Yokohama Flügels) یک باشگاه فوتبال از ژاپن است که در شهر یوکوهاما استان کاناگاوا قرار دارد. این تیم سابقه قهرمانی در جام برندگان جام آسیا ۹۵–۱۹۹۴ و سوپر جام آسیا ۱۹۹۵ را دارد.

## عملکرد در مسابقات AFC
- جام برندگان جام آسیا

۹۵–۱۹۹۴: قهرمان
- سوپر جام آسیا

۱۹۹۵: قهرمان